# Citroën Karin
Der Citroën Karin war ein Konzeptfahrzeug, das Citroën 1980 auf dem Pariser Autosalon präsentierte. Es handelte sich dabei um ein Coupé, das auf Basis des kommenden Citroën BX entstand. Das Design wurde von Trevor Fiore gestaltet, das italienische Unternehmen Coggiola stellte den Aufbau her. Der Citroën Karin hatte nur zwei jeweils seitlich angebrachte Flügeltüren. Es gab nur drei vordere Einzelsitze, wobei der Fahrer seinen Platz in der Mitte hatte. Alle Glasflächen verliefen pyramidenartig sehr steil, und es ergab sich eine Dachfläche in DIN-A3-Größe. Für niedrigen Verbrauch waren auch die Hinterräder verkleidet.
Neben Frontantrieb und der typischen, dem Citroën CX entliehenen Hydropneumatik verfügte der Citroën Karin über ein weiterentwickeltes Armaturenbrett mit parallel zum Lenkrad gefasstem rundem Armaturenträger und darauf angebrachten Bedienungssatelliten bzw. Druckknöpfen sowie Telefontastatur und Radiobedienung hinter bzw. unter dem Lenkrad. Innovativ war auch die Mittelkonsole mit einem Joystick als Wahlhebel des Automatikgetriebes. Die Front war optisch an den Citroën SM angelehnt.